# Райттер, Эдмунд
Эдмунд Райттер (нем. Edmund Reitter; 1845 год — 1920 год) — австрийский энтомолог, писатель, коллекционер.

## Биография
Родился 22 октября 1845 года в Mohelnice (Чехия) в семье лесника из Моравии. Вскоре он увлекся изучением насекомых и особенно жуками. В этом ему помог австрийский колеоптеролог Людвиг Миллер (Ludwig Miller, 1820—1897) из Вены. Не имея денег, Райттер начал продавать жуков и это позволило некоторое время существовать. Фактически им была начата коммерческая энтомология, а его бизнес в Naturhistorisches Institut продолжается до сих пор и имеет штаб-квартиру в Мюнхене.
Многочисленные экспедиции по территории Австро-Венгерской империи и по Карпатам он совершал вместе с энтомологами Lucas Friedrich Julius Dominikus von Heyden (1838—1915), M. von Hopffgarten (1825—1904), Romuald Formánek (1857—1927), Carl Schirmer (1855—1919), Josef Kaufmann (1863—1913), Carl Czernohorsky (1857—1942), Theodor Wanka von Lenzenheim (1871—1932).
Он был крупнейшим специалистом по жукам Палеарктики, императорским советником и редактором энтомологического журнала Wiener Entomologischen Zeitung (Vienna Entomological Gazette). Был избран почётным членом Deutsche Entomologische Gesellschaft (Берлин), членом многих научных обществ, таких как Vereins für schlesische Insektenkunde (Бреслау), Vereins für Naturkunde (Association for Natural History; Австрия), Русское энтомологическое общество (Санкт-Петербург), Société entomologique d'Égypte, Société entomologique d'Égypte, Museum Francisco-Carolinum (Линц), Nederlandsche entomologische Vereenigung (Роттердам). Как член-корреспондент он также работал в Naturwissenschaftlichen Verein (Troppau), Socíetas pro Fauna et Flora fennica (Хельсинки) и в Réal Sociedad Espanola de Historia Natural (Мадрид).
Умер 15 марта 1920 года в Paskov (Paskau, Чехия).

## Новые таксоны
В своих примерно 1000 научных статьях он описал 1000 родов, 6000 видов и 1000 других форм, вариететов и иных таксонов. Его огромная коллекция жуков, включающая 250 000 экземпляров более 30 000 различных видов, хранится в Natural History Museum (Будапешт). Она включает 4000 типов и 10 000 паратипов новых таксонов.

## Труды
Среди его 1000 научных трудов выделяется Catalogus Coleopterorum Europeae, написанный совместно с Юлиусом Вайзе (1844—1925) и von Heyden (1-е издание вышло в 1877 и последнее 5-е в 1906) и фундаментальная Fauna Germanica в 5 томах, изданная в 1908—1917 годах тиражом в 35 000 экземпляров.
- Die Käfer des Deutschen Reiches 5 Bände, Stuttgart K. G. Lutz 1908—1917 (digital: Edmund Reitter: Fauna Germanica — Die Käfer des Deutschen Reiches, Digitale Bibliothek Band 134, Directmnedia Publishing GmbH, Berlin 2006. ISBN 3-89853-534-7)
- Reitter, E.: 1870, Eine Excursion in Tatragebirge im Jahre 1869. Vehr. Naturf. Ver. Brünn, Brünn, 8(1): p. 3 — 25.
- Reitter, E.: 1870, Uebersicht der Käfer-Fauna von Mähren und Silesien. Vehr. Naturf. Ver. Brünn, Brünn, 8, 2: III—VII, p. 1 — 195.
- Reitter, E.: 1911, Fauna Germanica. Die Käfer Deutschen Reiches. III. Band. Schr. Dtsch. Lehrerver. Naturk., Stuttgart, 26: 436 pp.

## Галерея

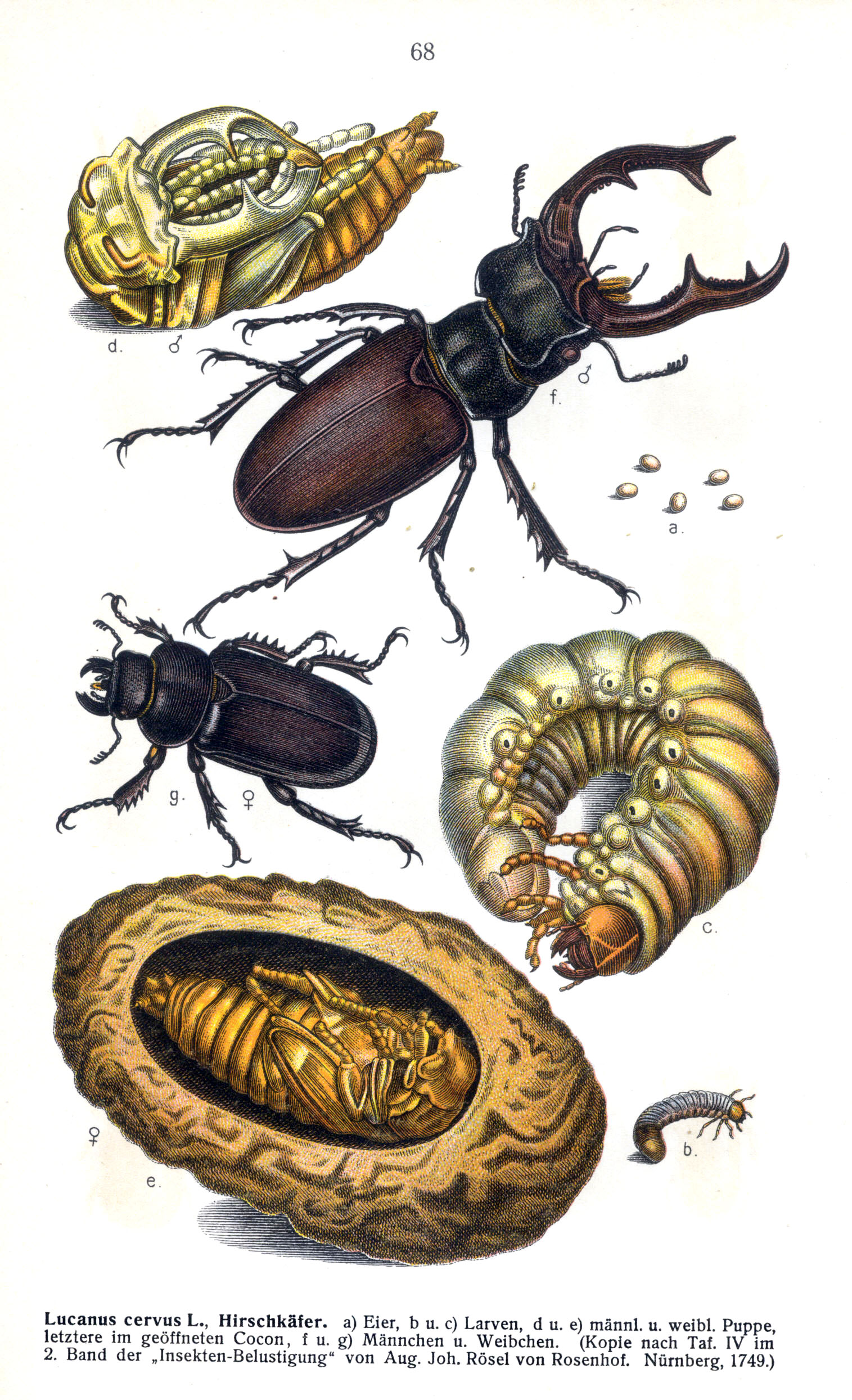
Lucanidae. Таблица из Die Käfer
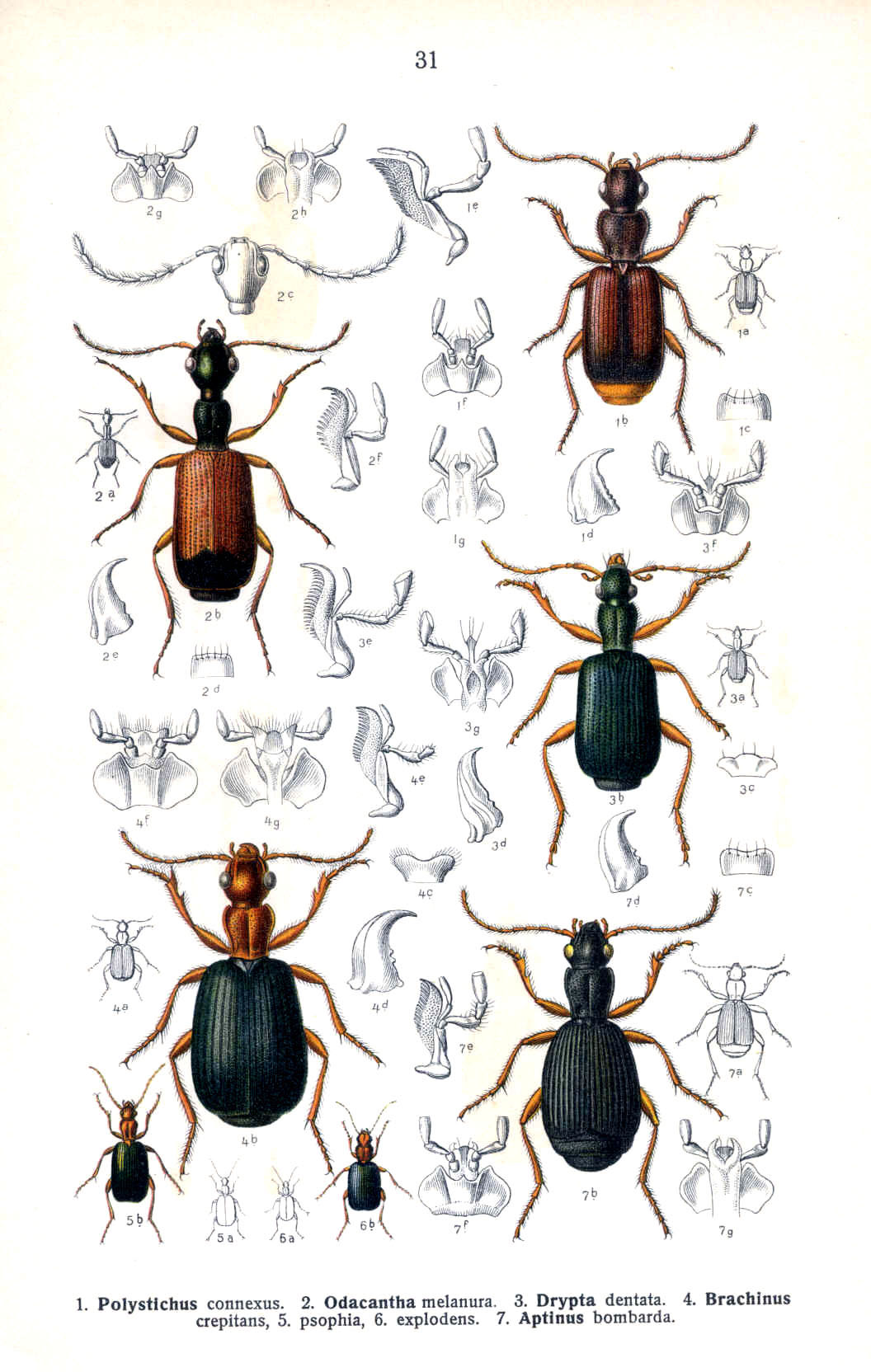
Carabidae. Таблица из Die Käfer
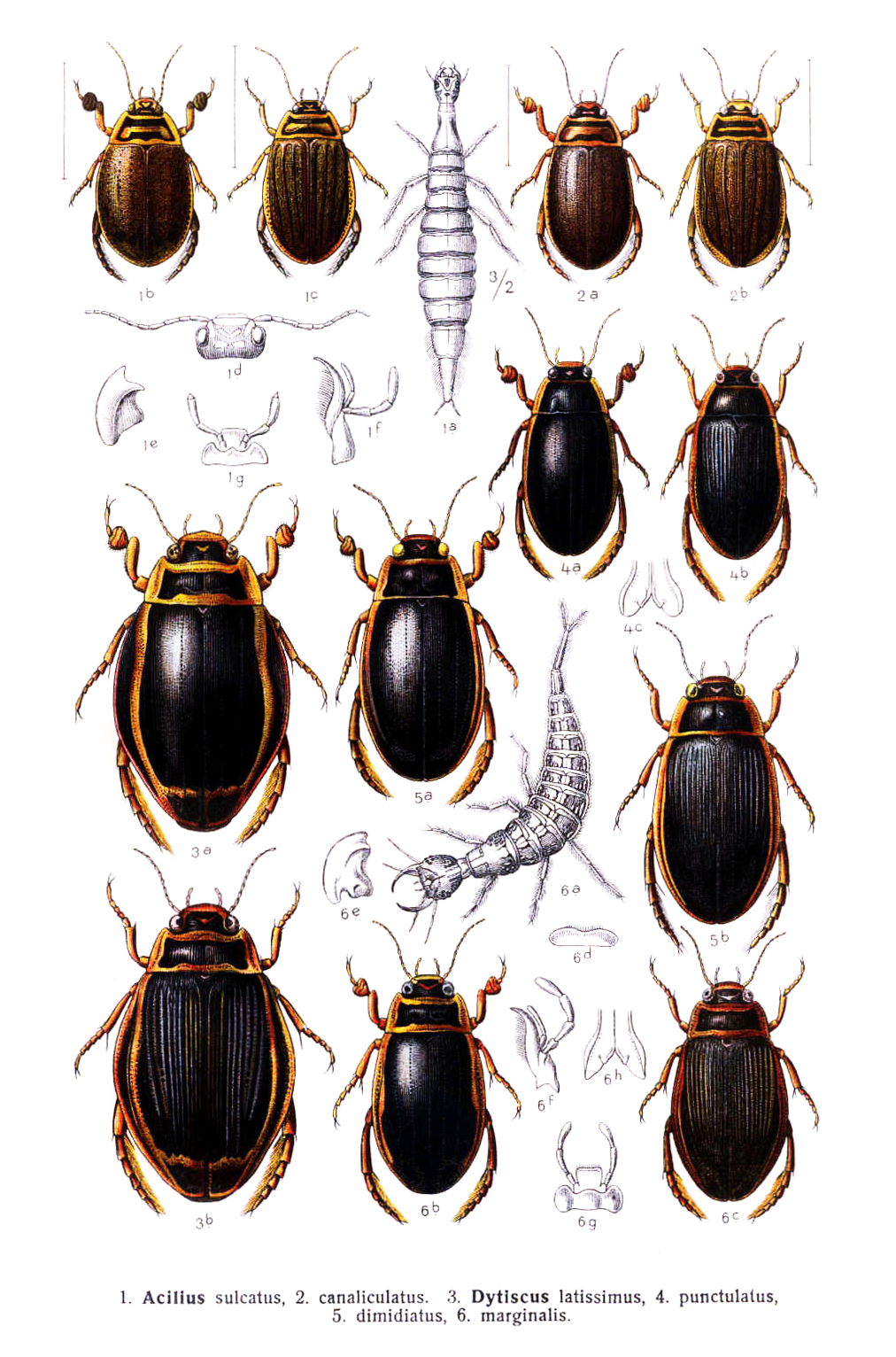
Dytiscidae. Таблица из Die Käfer
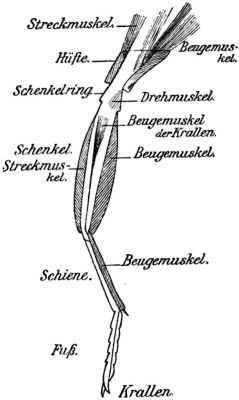
Нога жука. Таблица из Die Käfer